# Макув-Подхаляньски (гмина)
Гмина Макув-Подхаляньски (пол. Gmina Maków Podhalański)  —  городско-сельская гмина (волость) в Польше, входит как административная единица в Сухский повет,  Малопольское воеводство. Население — 15 812 человек (на 2004 год).

## Демография
Данные по переписи 2004 года:
| Перепись                         | Всего   | Всего | Женщины | Женщины | Мужчины | Мужчины |
| -------------------------------- | ------- | ----- | ------- | ------- | ------- | ------- |
| Единицы                          | человек | %     | человек | %       | человек | %       |
| Население                        | 15 812  | 100   | 7959    | 50,3    | 7853    | 49,7    |
| Плотность населения (чел./кв.км) | 145,1   | 145,1 | 73,1    | 73,1    | 72,1    | 72,1    |

## Соседние гмины
1. Гмина Будзув
2. Гмина Быстра-Сидзина
3. Гмина Йорданув
4. Гмина Стрышава
5. Суха-Бескидзка
6. Гмина Токарня
7. Гмина Завоя
8. Гмина Зембжице

## Фотографии

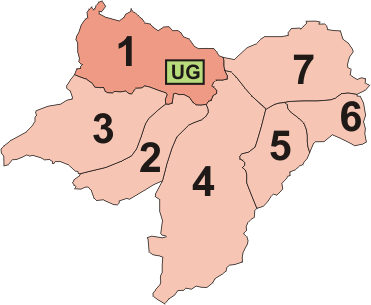
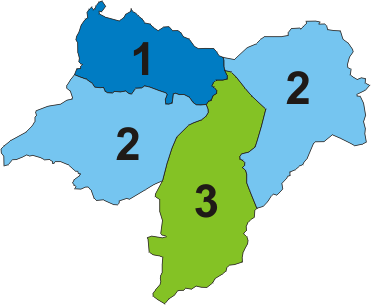
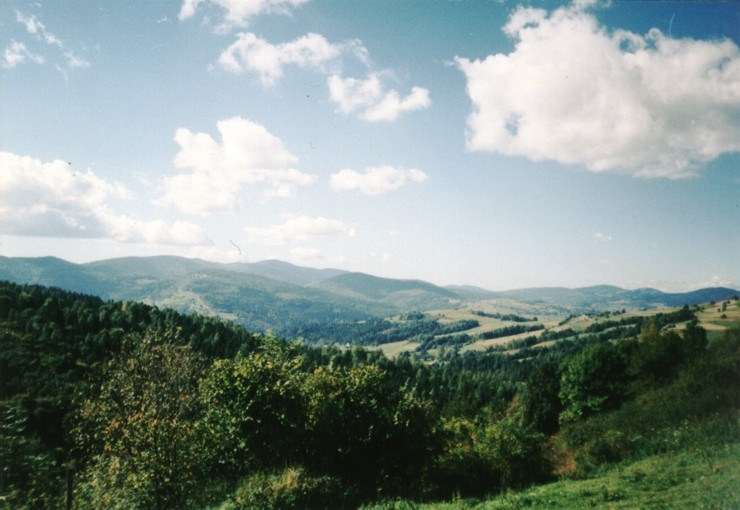
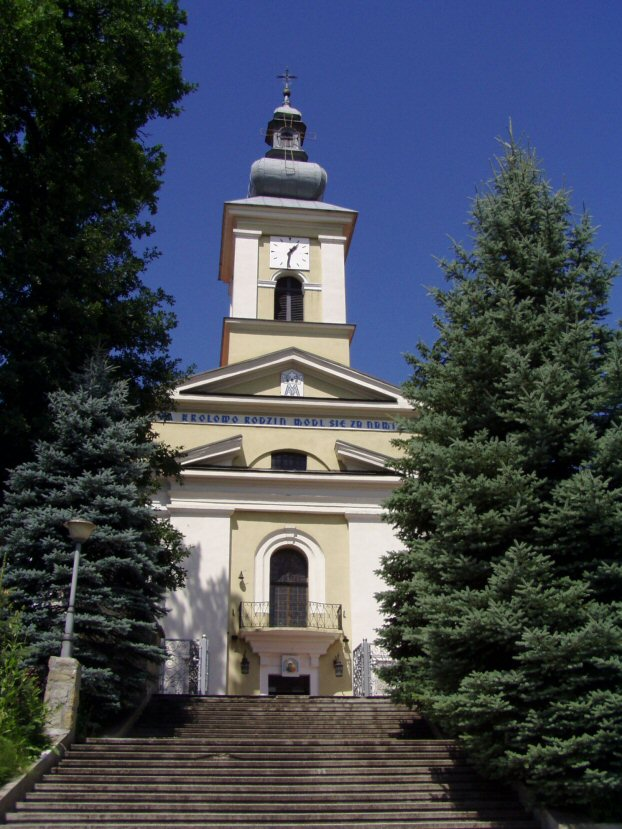
Костёл